# Stefan Inglot
Stefan Inglot (ur. 10 czerwca 1902 w Albigowej, zm. 10 stycznia 1994 we Wrocławiu) – polski historyk, profesor nauk humanistycznych, specjalizujący się w historii gospodarczej i społecznej, działacz ruchu spółdzielczego. Był współtwórcą i organizatorem wrocławskiej szkoły historii gospodarczej. Ojciec prof. Mieczysława Inglota.

## Życiorys
Pochodził z rodziny chłopskiej zamieszkałej we wsi Albigowa pod Łańcutem. Uczył się w gimnazjum w Łańcucie. Przed maturą brał udział w obronie Lwowa przed Ukraińcami w 1918 i bolszewikami w 1920. Studia na Uniwersytecie Jana Kazimierza we Lwowie odbył pod kierunkiem prof. Franciszka Bujaka, jednego z twórców polskiej szkoły ekonomicznej. W 1926 roku doktoryzował się z filozofii a habilitował w 1932 roku z historii. Na Uniwersytecie Lwowskim podjął pracę najpierw jako docent (1932–1939), a następnie, od 1939 roku, na stanowisku profesora tytularnego historii społecznej i gospodarczej. Jednocześnie pracował w Ossolineum i wykładał w Akademii Handlu Zagranicznego. W latach 1924–1945 pracował w Bibliotece Zakładu Narodowego im. Ossolińskich we Lwowie jako bibliotekarz, następnie kustosz oddziału rękopisów. Czas wojny spędził we Lwowie – był prezesem nielegalnego Stronnictwa Ludowego i zajmował się tajnym nauczaniem, nadal pracując w Ossolineum. W 1944 został przypadkowo aresztowany.
Po wojnie objął w Krakowie katedrę w Studium Spółdzielczym Wydziału Rolniczego Uniwersytetu Jagiellońskiego, organizując jednocześnie Katedrę Historii Społecznej i Gospodarczej w Uniwersytecie Wrocławskim. W 1950 roku Stefan Inglot wyjechał na stałe do Wrocławia. W Uniwersytecie Wrocławskim był m.in. prodziekanem (1954) i dziekanem (1954–1958) Wydziału Filozoficzno-Historycznego. Tytuł profesora zwyczajnego otrzymał w roku 1956.
Był m.in. członkiem Węgierskiej Akademii Nauk, Polskiej Akademii Umiejętności, Towarzystwa Naukowego we Lwowie, Wrocławskiego Towarzystwa Naukowego, Polskiego Towarzystwa Historycznego oraz Wrocławskiego Towarzystwa Miłośników Historii.

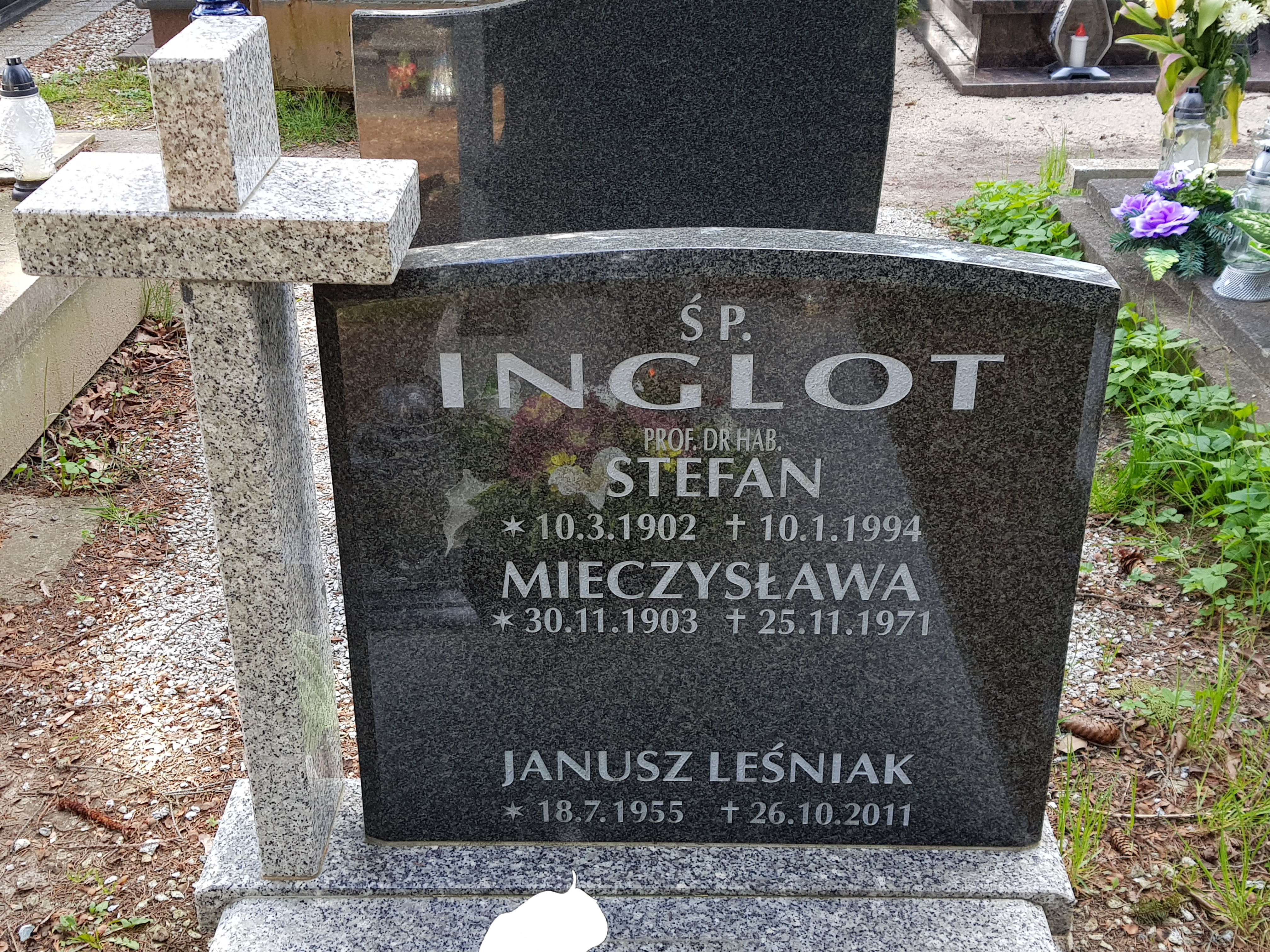
Grób prof. Stefana Inglota na Cmentarzu Grabiszyńskim we Wrocławiu

17 września 1977 otrzymał tytuł doktora honoris causa Uniwersytetu Wrocławskiego.

## Odznaczenia
- Krzyż Walecznych,
- Złoty Krzyż Zasługi z Mieczami,
- Order Sztandaru Pracy II klasy.